# Pmoled
Een pmoled (passive matrix oled) scherm is een technologie die voortkomt uit oled-schermen.

## Werking
Oled schermen worden geactiveerd door een elektrische stroom die door zowel pmoled als amoled gebruikt wordt. Bij een Pmoled scherm wordt een rooster van elektrisch-geleidende kathode rijen en anode kolommen gemaakt die een tweedimensionaal beeld van pixels voorstellen. Tussen de rijen en kolommen worden dunne laagjes van organisch materiaal geactiveerd door elektrische signalen aan te leggen. Zo kunnen zij licht uit sturen. Als de elektrische stroom groter wordt dan zal de pixel helderder worden. Om nu een volledige afbeelding weer te geven zal elke rij pixels door de elektrische stroom aangestuurd moeten worden.

## Voordelen
Pmoled schermen leveren dezelfde goede video rate als hun tegenhanger, de active matrix oled schermen. Uit vermogensanalysen is gebleken dat pmoledschermen het meest bruikbaar zijn bij schermen kleiner dan 2” tot 3” of minder dan 100 pixellijnen. 

## Nadelen
Terwijl pmoleds vrij eenvoudig zijn om te ontwerpen en fabriceren, vragen ze vrij dure elektrische stroom gedreven elektronica. Hierbij komt nog dat het energieverbruik duidelijk hoger is dan bij een amoledscherm. De vermogensanalysen hebben aangetoond dat de elektrische stroom voor de schermen goed afgesteld moet worden om efficiënt te kunnen werken. 

## Toepassingen van pmoleds
Pmoleds zijn erg toepasselijk bij schermen van gsm toestellen, MP3 spelers en draagbare spelcomputers.